# Comuna Hoșiv, Ovruci
Hoșiv (în ucraineană Гошівська сільська рада) este o comună în raionul Ovruci, regiunea Jîtomîr, Ucraina, formată din satele Bazarivka, Hoșiv (reședința), Potapovîci și Smoleane.

## Demografie
Componența lingvistică a comunei Hoșiv
     Ucraineană (97,85%)
     Română (1,34%)
     Alte limbi (0,74%)
Conform recensământului din 2001, majoritatea populației comunei Hoșiv era vorbitoare de ucraineană (97,85%), existând în minoritate și vorbitori de română (1,34%).